# Al-Hurra
Al-Hurra (arab. ‏الحرة‎) – wieś w Syrii, w muhafazie Hama. W 2004 roku liczyła 843 mieszkańców.